# Tipula (Dendrotipula) nigrosignata
Tipula (Dendrotipula) nigrosignata is een tweevleugelige uit de familie langpootmuggen (Tipulidae). De soort komt voor in het Palearctisch gebied.